# WS-Transfer
A WS-Transfer egy specifikáció, amely definiálja a WS-Addressing-nek megfelelő erőforrás XML-reprezentációjának átvitelét épp úgy, mint az ilyen erőforrások létrehozását és törlését.
A kidolgozás alatt lévő ajánlás specifikációja így foglalja össze a lényegét:
"Ez a specifikáció egy mechanizmust definiál az egyes entitások XML alapú reprezentációihoz a webszolgáltatás infrastruktúra használatán keresztül. Két fajta entitást definiál: 
- címezhető entitás erőforrások: egy végpont referencia által, amely XML reprezentációt biztosít
- erőforrás gyárak: amelyek webszolgáltatások és létrehozhatnak új erőforrásokat."

## Fordítás
Ez a szócikk részben vagy egészben  a   WS-Transfer című angol Wikipédia-szócikk fordításán alapul.  Az eredeti cikk szerkesztőit annak laptörténete sorolja fel. Ez a jelzés csupán a megfogalmazás eredetét és a szerzői jogokat jelzi, nem szolgál a cikkben szereplő információk forrásmegjelöléseként.